# Adam Mitscha

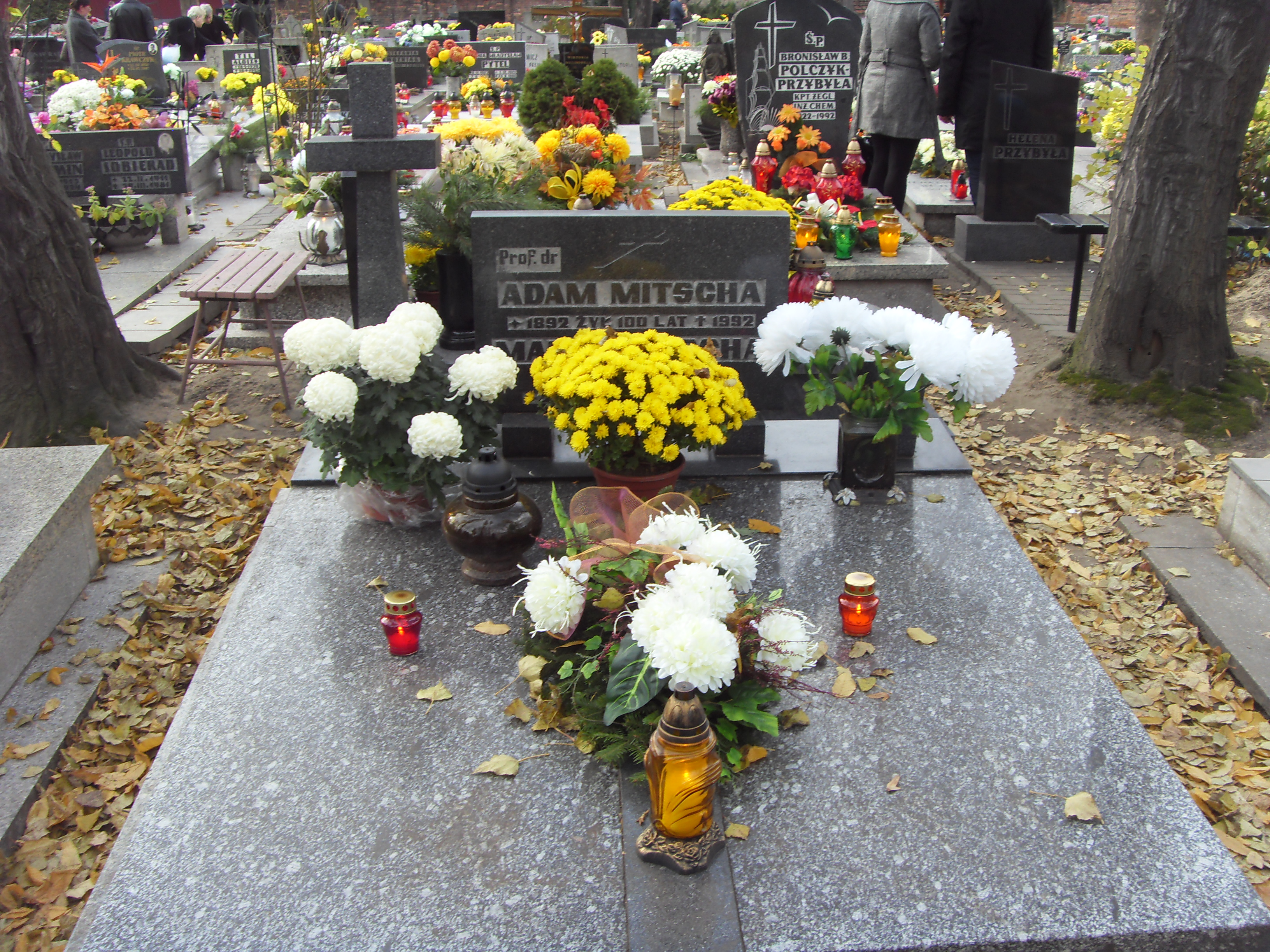
Grób prof. dr Adama Mitschy, cmentarz przy ul. Sienkiewicza w Katowicach

Adam Roman Mitscha (ur. 29 lutego 1892 w Przemyślu, zm. 23 marca 1992 w Bielsku-Białej) – polski kompozytor, muzykolog, pedagog. 

## Życiorys
Syn Adama (1853–1907). W latach 1908–1910 mieszkał na podstanisławowskim Belwederze. Był uczniem Adolfa Chybińskiego. Studia muzyczne odbył na Wydziale Teorii i Kompozycji Konserwatorium Polskiego Towarzystwa Muzycznego we Lwowie oraz Prawo na Uniwersytecie Lwowskim. W 1921 uzyskał tytuł naukowy doktora praw. W latach 1926–1929 był wykładowcą Konserwatorium PTM we Lwowie i na Uniwersytecie Jana Kazimierza (gdzie prowadził zajęcia z harmonii i kontrapunktu).
Wchodził w skład komitetu redakcyjnego miesięcznika „Lwowskie Wiadomości Muzyczne i Literackie". W latach 1921–1929 zajmował się też krytyką muzyczną, prowadząc dział muzyczny w lwowskim „Słowie Polskim”. 
Od 1929 roku mieszkał i pracował w Katowicach. Po II wojnie światowej, w latach 1945–1946 był dyrektorem Szkoły Muzycznej im. Mieczysława Karłowicza, w latach 1945–1962 profesorem Państwowej Akademii Muzycznej w Katowicach, w latach 1947–1951 rektorem uczelni.
Skomponował Trzy tańce śląskie oraz kompozycje akordeonowe: Miniatury (1968), Obrazy śląskie (Sucha lipka, Patyjok, U sąsiada, Sikoreczka, Taniec) (1965) i Suita (1965).
Zmarł w wieku 100 lat. Został pochowany na cmentarzu przy ul. Henryka Sienkiewicza w Katowicach.

## Ordery i odznaczenia
- Złoty Krzyż Zasługi (22 lipca 1952)[7]
- Srebrny Krzyż Zasługi (15 września 1937)[8]
- Medal 10-lecia Polski Ludowej (22 lipca 1955)[9]